# Pierre de Pleine-Chassagne
Pierre de Pleine-Chassagne (mort à Rodez le 6 février 1318), est un franciscain français qui fut évêque de Rodez de 1302 à 1318 et Patriarche latin titulaire de Jérusalem en 1314.

## Biographie
Pierre de Pleine-Chassage est un frère mineur qui est nommé évêque de Rodez par Boniface VIII à la demande du chapitre de chanoines qui ne parvenait à s'entendre sur le nom d'une successeur à Gaston de Comet  l'évêque mort depuis deux ans.
En 1307 il publie de nouveaux statuts pour son diocèse. En 1309 le pape Clément V l'envoie en mission en Orient d'abord dans le royaume de Chypre afin de rétablir la paix entre le roi Henri II de Chypre et son frère Amaury  qui s'était emparé du roi et l'avait emprisonné. Toutefois le but principal de son voyage est comme légat pontifical d'accompagner l'expédition des Hospitaliers qui s'emparent en 1307-1310 de l'île de Rhodes. Il préside un concile provincial réuni à Nicosie le 15 juin 1313 et en 1314 il est nommé patriarche titulaire de Jérusalem fonction qu'il conserve après son retour en France en 1316. Il administre son diocèse de Rodez jusqu'à sa mort le 6 février 1318.